# Ospatulus palaemophagus
Ospatulus palaemophagus е вид лъчеперка от семейство Шаранови (Cyprinidae). Видът е застрашен от изчезване.